# Шорт-трек на зимней Универсиаде 2015
Соревнования по шорт-треку в рамках зимней Универсиады 2015 года прошли с 11 по 13 февраля в испанской Гранаде. Спортсмены разыграли  8 комплектов наград. Победу в медальном зачёте одержали спортсмены Южной Кореи.

## Правила участия
В соответствии с Положением FISU, конькобежцы должны соответствовать следующим требованиям для участия во Всемирной универсиаде (статья 5.2.1):
- До соревнований допускаются студенты обучающиеся в настоящее время в высших учебных заведениях, либо окончившие ВУЗ не более года назад.
- Все спортсмены должны быть гражданами страны, которую они представляют.
- Участники должны быть старше 17-ти лет, но младше 28-ми лет на 1 января 2015 года (то есть допускаются только спортсмены родившиеся между 1 января 1987 года и 31 декабря 1997 года).

Все виды программы проводятся и судятся по международным правилам проведения соревнований по шорт-треку.
Программа настоящих игр по сравнению с предыдущими не изменилась, были также разыграны восемь комплектов наград. Все дисциплины повторяют программу прошлой Универсиады. Личное первенство и мужчины и женщины разыграли на дистанциях 500, 1000 и 1500 метров. Также прошли женская (3000 метров или 27 кругов) и мужская (5000 метров или 45 кругов) эстафеты

## Результаты

### Мужчины
| Дисциплина            | Золото                                           | Золото   | Серебро                                                                    | Серебро  | Бронза                                                                    | Бронза   |
| --------------------- | ------------------------------------------------ | -------- | -------------------------------------------------------------------------- | -------- | ------------------------------------------------------------------------- | -------- |
| 500 метров Протокол   | Со И Ра · Республика Корея                       | 41.411   | Хан Сюн Су · Республика Корея                                              | 41.542   | Чен Гуан · Китай                                                          | 41.611   |
| 1000 метров Протокол  | Пак Се Ён · Республика Корея                     | 1:25.907 | Со И Ра · Республика Корея                                                 | 1:26.000 | Чен Гуан · Китай                                                          | 1:26.171 |
| 1500 метров Протокол  | Пак Се Ён · Республика Корея                     | 2:32.511 | Хан Сюн Су · Республика Корея                                              | 2:32.798 | Чен Гуан · Китай                                                          | 2:33.509 |
| 5000 метров, эстафета | Китай · Чен Гуан · Ма Синхуан · Суй Син · Сюй Фу | 7:11.252 | Россия · Дмитрий Мясников · Кирилл Шашин · Эдуард Стрелков · Тимур Захаров | 7:11.623 | Франция · Томас Мелин · Йоанн Мартинес · Джереми Мэссон · Тристан Наварро | 7:11.745 |

### Женщины
| Дисциплина                     | Золото                                               | Золото   | Серебро                                                            | Серебро  | Бронза                                                                                 | Бронза   |
| ------------------------------ | ---------------------------------------------------- | -------- | ------------------------------------------------------------------ | -------- | -------------------------------------------------------------------------------------- | -------- |
| 500 метров Протокол            | Хань Юйтун · Китай                                   | 43.573   | Сон Хак Юн · Республика Корея                                      | 43.655   | Агне Серейкайте · Литва                                                                | 43.817   |
| 1000 метров Протокол           | Ким А Ран · Республика Корея                         | 1:37.321 | Ли Ын Бёль · Республика Корея                                      | 1:37.488 | Сон Хак Юн · Республика Корея                                                          | 1:37.705 |
| 1500 метров Протокол           | Ким А Ран · Республика Корея                         | 2:33.829 | Ли Ын Бёль · Республика Корея                                      | 2:34.168 | Хань Юйтун · Китай                                                                     | 2:34.339 |
| 3000 метров, эстафета Протокол | Китай · Хань Юйтун · Джи Сюэ · Ли Хун Шуан · Лин Мэн | 4:19.010 | Республика Корея · Ким А Ран · Ли Ын Бёль · Но А Реум · Сон Хак Юн | 4:19.289 | Канада · Джоанна Жерве · Намасте Харрис-Готье · Кэри-Элизабет Морисон · Каролин Трюшон | 4:20.089 |

## Медальный зачёт в шорт-треке
| Место | Страна           |   |   |   | Всего |
| ----- | ---------------- | - | - | - | ----- |
| 1     | Республика Корея | 5 | 7 | 1 | 13    |
| 2     | Китай            | 3 | 0 | 4 | 9     |
| 3     | Россия           | 0 | 1 | 0 | 1     |
| 4-6   | Литва            | 0 | 0 | 1 | 1     |
| 4-6   | Канада           | 0 | 0 | 1 | 1     |
| 4-6   | Франция          | 0 | 0 | 1 | 1     |